# テゴマスのまほう
『テゴマスのまほう』は、テゴマスの3枚目のオリジナルアルバム。2011年10月19日にジャニーズ・エンタテイメントから発売。

## 解説
初回、通常盤の2形態でのリリース。初回盤はスペシャルパッケージ仕様になっており、28Pのブックレットと、PV、メイキング、スペシャルインタビューを収録したDVDが、通常盤は16Pブックレットに加え、ボーナストラックが3曲収録される。

## 収録曲

### CD
※「ら・ら・桜」以降、通常盤のみ収録。シングル曲の詳細はそのページを参照。
1. 魔法のメロディ
作詞・作曲：小松清人、編曲：石塚知生
  - 本作のリードトラック
  - 文化放送「レコメン!」10月エンディングテーマ
2. 花火
作詞：真部小里、ヒロイズム、作曲：ヒロイズム、編曲：鈴木雅也
3. 夕焼けと恋と自転車
作詞：板橋カナオ、作曲：Dr Hardcastle・大智、編曲：鈴木雅也
4. 雪だるま
作詞：zopp、作曲：依田和夫、編曲：h-wonder
5. わすれもの
作詞：溝口貴紀、作曲：中谷あつこ、編曲：安部潤
6. 七夕祭り
作詞：RYOKa、作曲：Anderz Wrethov・Elin Wrethov・Johan Bejerholm、編曲：Anderz Wrethov・Johan Bejerholm
  - 4thシングル
7. Mr.Freedom
作詞：森たまき、作曲・編曲：岩田雅之
8. Over Drive
作詞：Maboo、作曲：伊橋成哉・渡辺拓也、編曲：渡辺拓也
9. 猟奇的ハニー
作詞：zopp、作曲：大智、編曲：CHOKKAKU
10. ユメタビビト
作詞：森たまき、作曲・編曲：岩田雅之
11. 青いベンチ
作詞・作曲：北清水雄太（サスケ）、編曲：石塚知生
  - 5thシングル
  - サスケの1stシングルのカバー
12. ら・ら・桜
作詞：zoop、作曲：木村篤史、編曲：瀬流路弦三郎
  - 4thシングル「七夕祭り」スウェーデン盤カップリング
13. ただいま、おかえり
作詞：zoop、作曲・編曲：Shusui / Stefan Aberg
  - 4thシングルスウェーデン盤カップリング
14. アイノナカデ
作詞：テゴマス、作曲：大智、編曲：岩田雅之

### DVD

#### 初回盤
1. 「魔法のメロディ」Music Clip & Making
2. Special Interview